# Novi Farkašić
Novi Farkašić (magyarul: Újfarkasfalva) falu Horvátországban, Sziszek-Monoszló megyében. Közigazgatásilag Petrinyához tartozik.

## Fekvése
Sziszek városától légvonalban 17, közúton 28 km-re nyugatra, községközpontjától légvonalban 10, közúton 10 km-re északnyugatra, a Báni végvidék középső részén, a Kulpa jobb partján, az ún. „Glinai zsebben” fekszik.

## Története
Farkašić neve 1542-ben bukkan fel először „possessio Farkassyth” alakban. Egykori várát 1597-ben „Farkasicha grad” néven említik. 1603-ban „Farkasych”, 1673-ban „Farkasitei”, 1695-ben „pagus Farkassich” néven említik a korabeli forrásokban. Ezek a források azonban mind a Kulpa túloldalán fekvő Stari Farkašićra vonatkoznak. A térséget a 16. század második felében megszállta a török és a 17. század közepéig török uralom alatt állt. A felszabadító harcokban a keresztény seregek kiűzték a térségből a törököt és a török határ a század végére az Una folyóhoz került vissza. Ezzel párhuzamosan a Turopolje, a Szávamente, a Kulpamente vidékéről és a Banovina más részeiről horvát katolikus, majd a 18. században több hullámban Közép-Boszniából, főként a Kozara-hegység területéről és a Sana-medencéből pravoszláv szerb családok települtek le itt. Az újonnan érkezettek szabadságjogokat kaptak, de ennek fejében határőr szolgálattal tartoztak. El kellett látniuk a várak, őrhelyek őrzését és részt kellett venniük a hadjáratokban. 1696-ban a szábor a bánt tette meg a Kulpa és az Una közötti határvédő erők parancsnokává, melyet hosszas huzavona után 1704-ben a bécsi udvar is elfogadott. Ezzel létrejött a Báni végvidék (horvátul Banovina), mely katonai határőrvidék része lett. 1745-ben megalakult a Petrinya központú második báni ezred, melynek fennhatósága alá ez a vidék is tartozott. 1774-ben az első katonai felmérés térképén még mindig csak Stari Farkašić szerepel „Dorf Farkasich” néven.
Novi Farkašić csak a 19. század elején keletkezett. A katonai határőrvidék megszűnése után Zágráb vármegye Petrinyai járásának része volt. 1857-ben 306, 1910-ben 468 lakosa volt. A 20. század első éveiben a kilátástalan gazdasági helyzet miatt sokan vándoroltak ki a tengerentúlra. 1918-ban az új szerb-horvát-szlovén állam, majd később Jugoszlávia része lett. A második világháború idején a Független Horvát Állam része volt. A háború után a béke időszaka köszöntött a településre. Enyhült a szegénység és sok ember talált munkát a közeli városokban. A délszláv háború előestéjén teljes lakossága horvát nemzetiségű volt. A falu 1991. június 25-én a független Horvátország része lett, de néhány hónap múltán október 10-én a szerb erők támadást intéztek a Glinai zseb települései ellen és miután több falut felégettek egészen Dumačéig nyomultak. Novi Farkašić előterében súlyos összecsapás bontakozott ki, de a szerbeket sikerült megállítani. Október 19-én a horvát erők ellentámadása előbb Vratečko faluig szorította vissza a szerb erőket, majd 22-ig a Glinai zseb többi települését is visszafoglalták és a szerbeket Glinska Poljanáig vetették vissza. A következő hónapokban is súlyos harcok folytak a térségben, mely 1992 januárjában szabadult fel végleg az ellenséges nyomástól. A falu lakossága nagyrészt elmenekült és csak a háború után tért vissza. 2011-ben 81 lakosa volt.

## Népesség
| Lakosság változása | Lakosság változása | Lakosság változása | Lakosság változása | Lakosság változása | Lakosság változása | Lakosság változása | Lakosság változása | Lakosság változása | Lakosság változása | Lakosság változása | Lakosság változása | Lakosság változása | Lakosság változása | Lakosság változása | Lakosság változása |
| ------------------ | ------------------ | ------------------ | ------------------ | ------------------ | ------------------ | ------------------ | ------------------ | ------------------ | ------------------ | ------------------ | ------------------ | ------------------ | ------------------ | ------------------ | ------------------ |
| 1857               | 1869               | 1880               | 1890               | 1900               | 1910               | 1921               | 1931               | 1948               | 1953               | 1961               | 1971               | 1981               | 1991               | 2001               | 2011               |
| 306                | 0                  | 376                | 455                | 430                | 468                | 393                | 389                | 376                | 361                | 326                | 242                | 208                | 193                | 114                | 81                 |

(1869-ben lakosságát Gornje Mokricéhez számították.)

## Nevezetességei
Jézus szentséges szíve tiszteletére szentelt római katolikus kápolnája a gorai plébánia filiája.